# Bohlweg
Der Bohlweg ist eine zentrale Straße in der Innenstadt von Braunschweig. Er verläuft in einer leichten S-Kurve von Nord nach Süd durch das Stadtzentrum.
Die Straße wurde bereits im Mittelalter angelegt und verläuft in Nord-Süd-Richtung als Verlängerung der Wendenstraße im Norden und der Stobenstraße im Süden. Sie verbindet den Hagenmarkt mit der Kreuzung Waisenhausdamm, wo sie  in die Stobenstraße übergeht. Die Braunschweiger Straßenbahn verläuft in diesem Bereich auf eigener Trasse.
Vom Bohlweg zweigen unter anderem der Steinweg und die Dankwardstraße ab. Der Hagenmarkt bildet den nördlichsten Punkt.

## Geschichte und Etymologie
Im Frühmittelalter floss der im Harz entspringende Fluss Oker in einer 200–500 m breiten Flussaue durch die heutige Braunschweiger Innenstadt. In diesem Sumpfgebiet mussten Bauwerke mittels Pfahlgründung abgestützt und Wege durch Holzbohlen als Bohlenweg befestigt werden. Der Name „Bohlweg“ ist erhalten geblieben.

## Bauwerke
Bedeutende Bauwerke sind die Katharinenkirche, das Ministerial- bzw. Regierungsgebäude (ehemals Sitz des Staatsministeriums, des Verwaltungspräsidiums und der Bezirksregierung, seit 2005 der Regierungsvertretung) und der Neubau und Zusatzbau des Rathauses, das Schloss (heute eine Rekonstruktion) sowie das ehemalige Kaufhaus Galeria Kaufhof (zuvor Horten) an der Kreuzung zur Georg-Eckert-Straße mit dem dort angrenzenden historischen Magniviertel.
Im Sichtbereich des Bohlweges, jedoch bereits in der Verlängerung der Stobenstraße, befindet sich die Aegidienkirche.
Die heutige Bebauung stammt vollständig aus der Zeit nach dem Ende des Zweiten Weltkrieges, da das Stadtzentrum vor allem am Bohlweg durch alliierte Bombenangriffe, wie z. B. den am 15. Oktober 1944, vollständig zerstört wurde.
Am Bohlweg 48 befindet sich das Stammhaus der Klavierbauer Grotrian-Steinweg. Hierhin zog der älteste, in Deutschland verbliebene Sohn Theodor der nach New York ausgewanderten Klavierbauerfamilie Steinweg, dann Steinway von Wolfenbüttel zusammen mit seinem Partner Grotrian um. Die kurze Verbindungsstraße gleichen Namens Steinweg kreuzt den Bohlweg wenige Meter nebenan – ohne dass bekannt wäre, ob in der Wahl des Hauses für die damalige Klavierbauwerkstatt ein Bezug bestand.
Auf der östlichen Straßenseite, gegenüber dem Hagenscharrn, befand sich auf den Grundstücken Bohlweg 51 und 52 das Alte Ministerium. Das Gebäude Nr. 51 wurde im Weltkrieg beschädigt und die vordere fast vollständig erhaltene Fassade und die anderen Fassadenreste wurden danach abgerissen. Das 1720 errichtete und von Hermann Korb entworfene Nachbargebäude Nr. 52 wurde komplett zerstört.
Nach Rekonstruktion des Schlosses entstanden auf Grundlage eines Architektenwettbewerbs umfangreiche Pläne zur Sanierung der Bohlwegfassaden.

## Impressionen

Aufnahme von nach 1890:[5] Bohlweg, Blickrichtung Norden. Im Zentrum die Katharinenkirche. In der Mitte, rechts und links abzweigend sichtbar, Steinweg und Dankwardstraße. Gerade noch sichtbar, links bei der Einmündung der Dankwardstraße, ein Teil des Gebäudes herzoglicher Finanzverwaltung (späteres Stammhaus der Braunschweigischen Staatsbank[6]). In der Straßenmitte sind die Gleise der Pferdebahn zu erkennen.
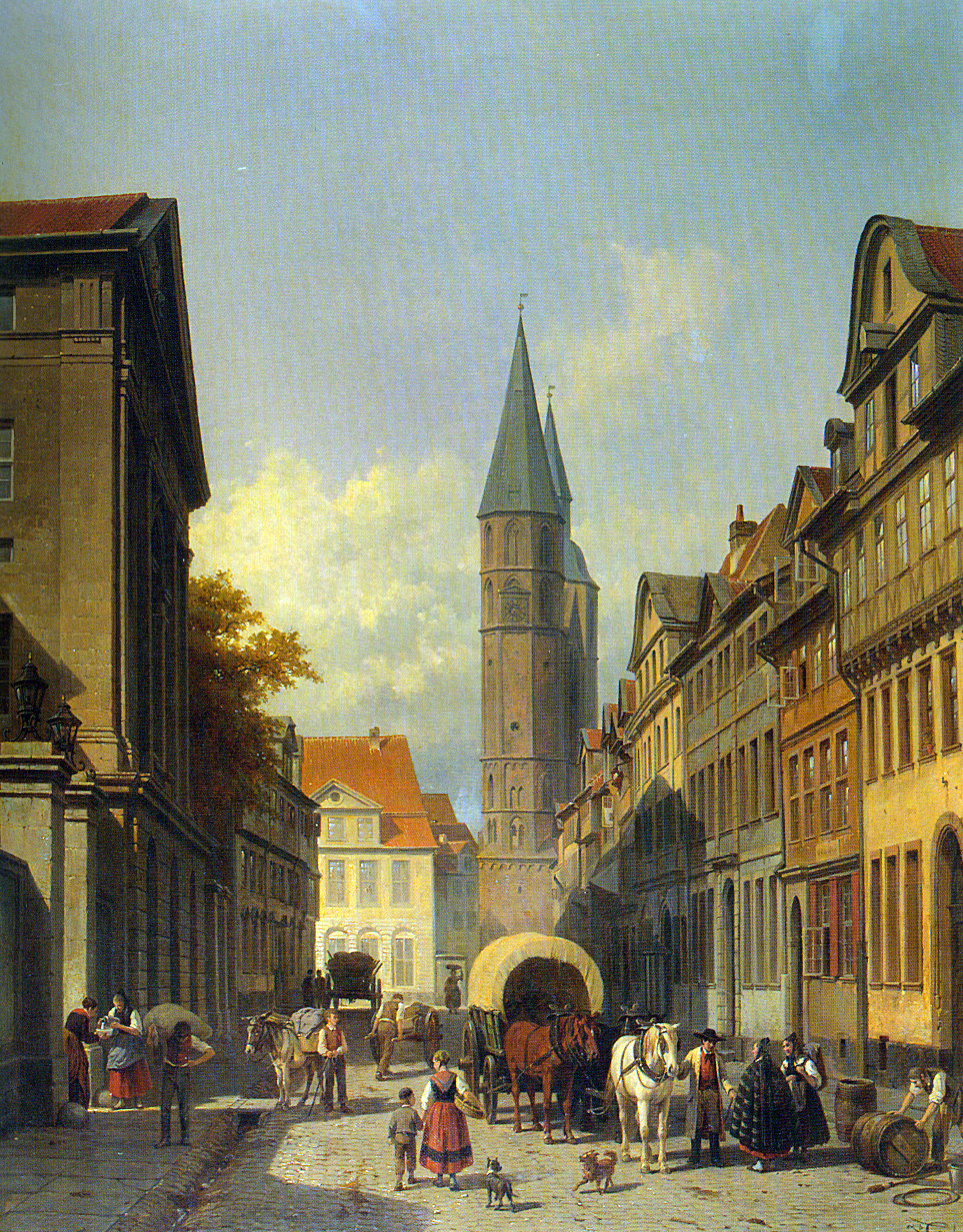
Der Bohlweg mit Blick auf die Ostfassade des Zeughauses (links im Bild, mit späterem Abbruch einem Erweiterungsbau für Staatsministerium gewichen[7]), Opernhaus am Hagenmarkt (helles Gebäude in der Bildmitte) und Katharinenkirche. (Gemälde von Jacques Carabain, 19. Jahrhundert)
Aufnahme von um 1900: Westseite des Bohlwegs vom Braunschweiger Schloss aus gesehen. Im Hintergrund die Türme von (v. l. n. r.): Braunschweiger Dom, Braunschweiger Rathaus und Andreaskirche.
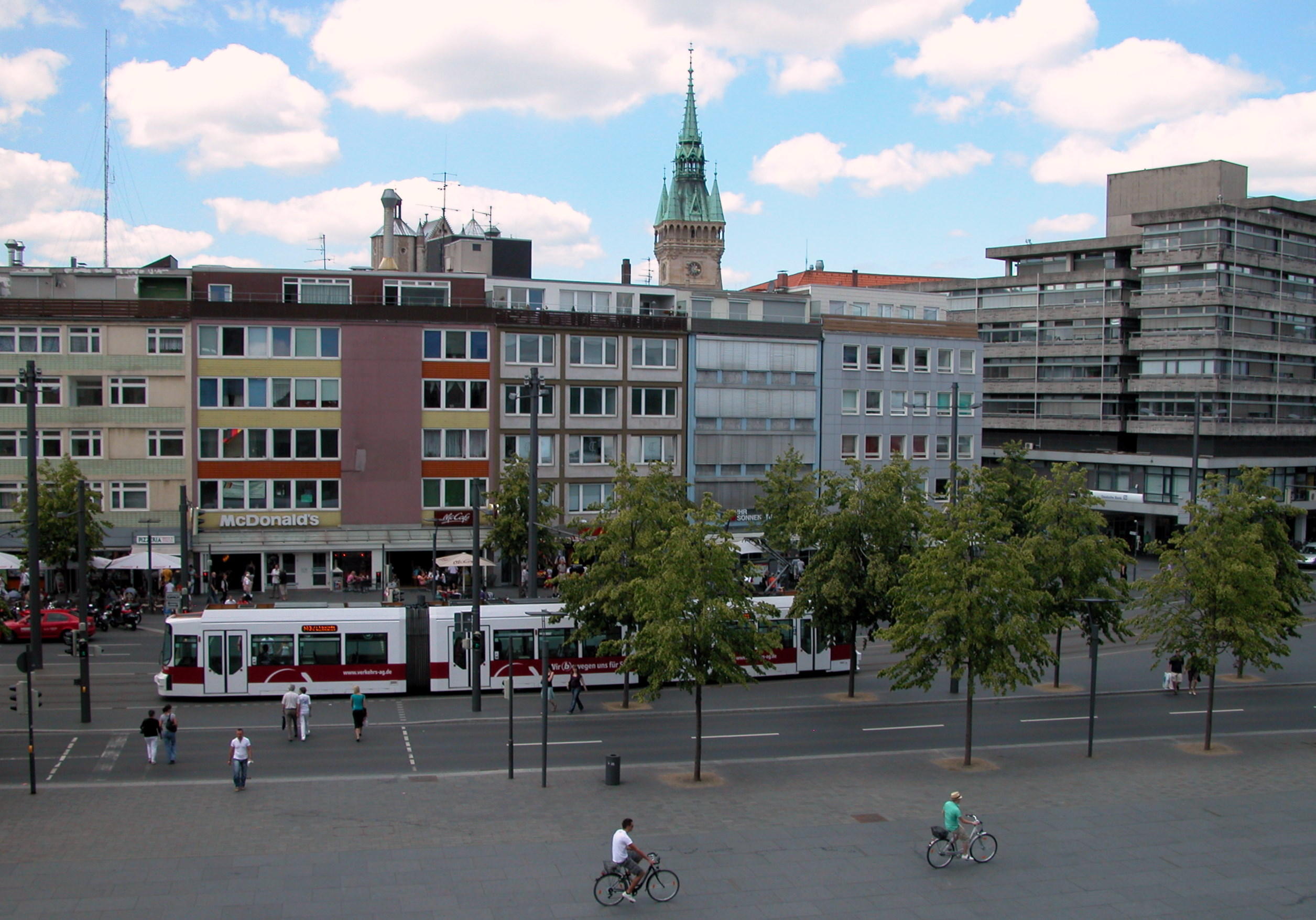
Ähnlicher Standpunkt 2010.
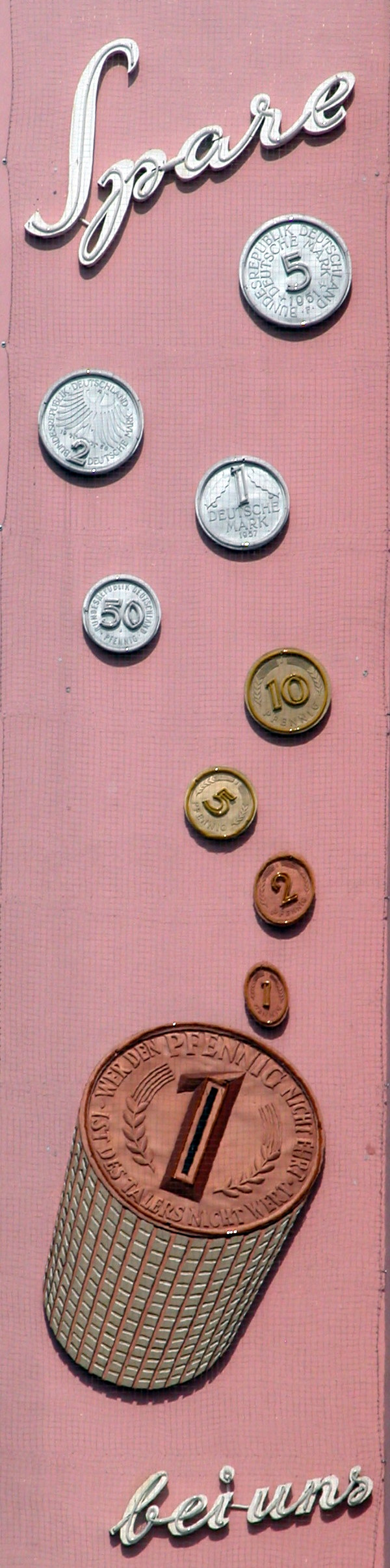
In der Zeit des Wirtschaftswunders konstruierte, in den 1950er Jahren am Bohlweg montierte und inzwischen denkmalgeschützte „Spare bei uns“-Leuchtreklame eines Geldinstituts, mit Abbildung aller Münzen damals neuer Währung.
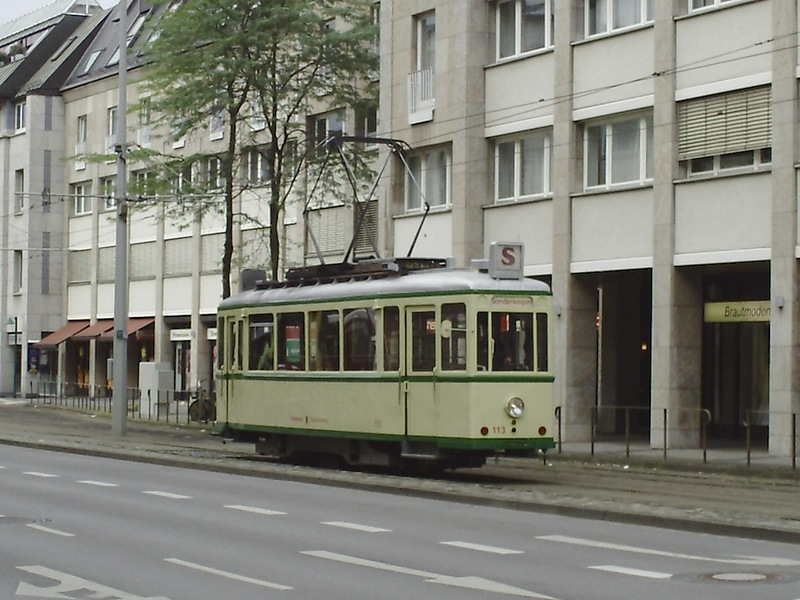
Der historische Credé-Triebwagen (Tw) 113,[8] ein Museumswagen der Braunschweiger Straßenbahn, im Jahr 2009 auf inzwischen an die östliche Straßenseite verlegten Gleisen in Höhe des ehemaligen Standortes des Alten Ministeriums, der inzwischen mit, der Unterbringung von Dienststellen der Stadtverwaltung dienenden,[3] neuem Gebäude Nr. 52 überbaut ist.
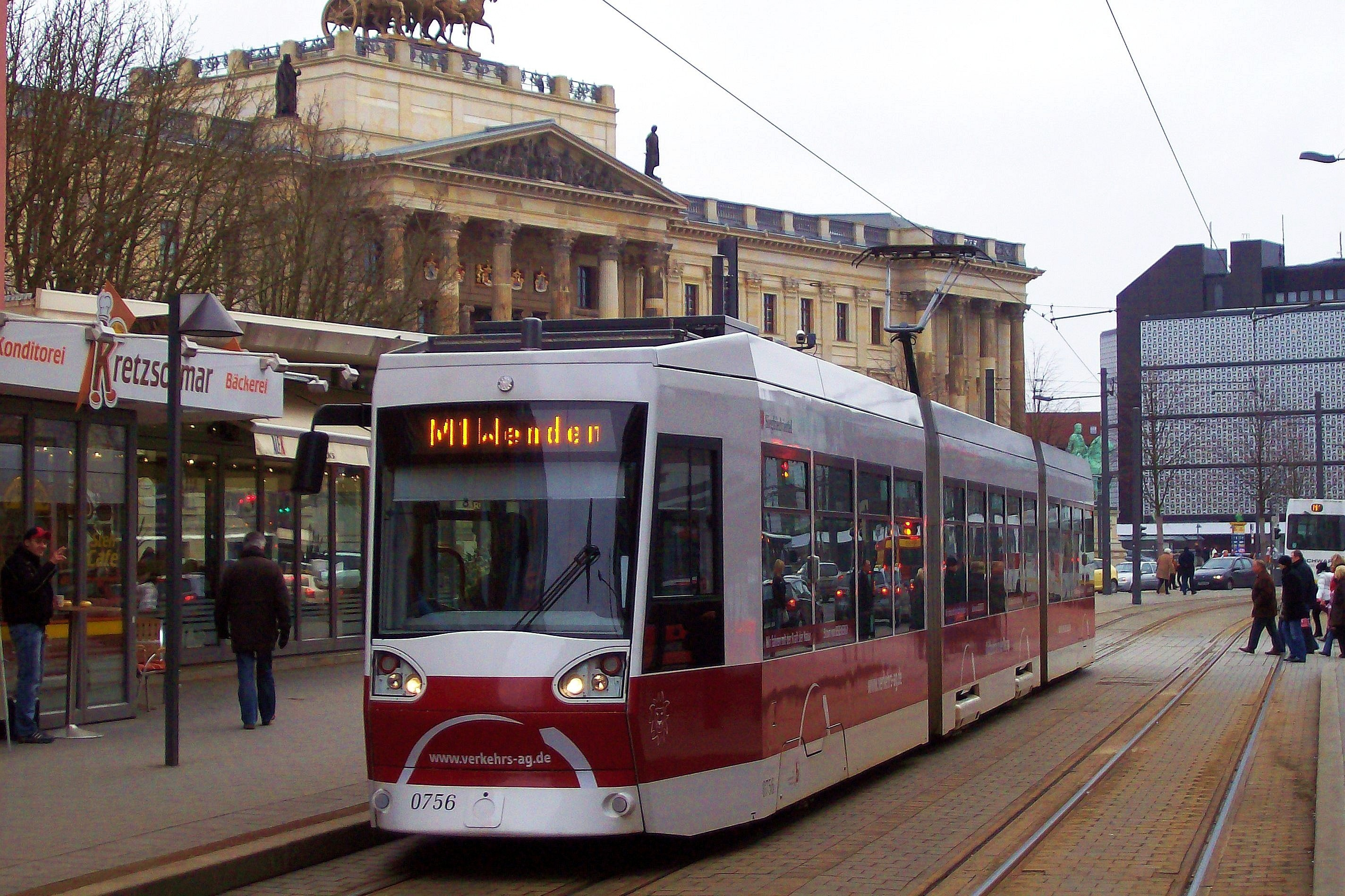
Aufnahme von 2009: An der Straßenbahnhaltestelle Rathaus mit Blick auf die im südlichen Teil des Bohlwegs das Straßenbild beherrschende Gebäude des rekonstruierten Schlosses (mit aufgesetzter Quadriga) und eines Warenhauses (mit sogenannter, mit Hortenkacheln bekleideter, Eiermann-Fassade).
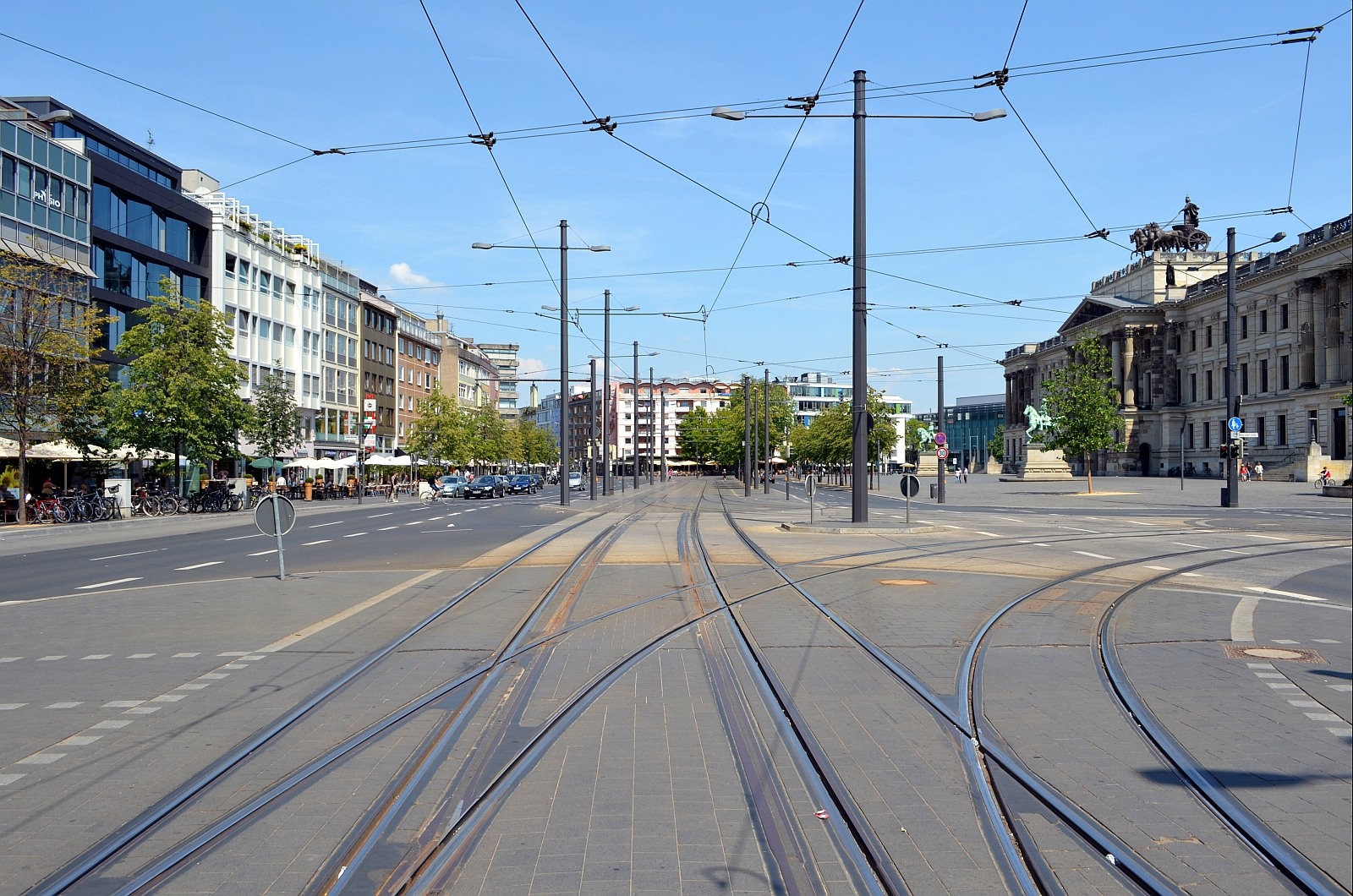
Blick auf den Bohlweg von der Kreuzung Stobenstraße/Waisenhausdamm aus (Blickrichtung Norden).